# Olavi Mannonen
Olavi Aleksanteri Mannonen, né le 7 mars 1930 à Viipuri et mort le 17 mars 2019 à Helsinki, est un pentathlonien finlandais.

## Palmarès
| Discipline/Année                         | 1952 | 1953 | 1954 | 1955 | 1956 |
| ---------------------------------------- | ---- | ---- | ---- | ---- | ---- |
| Jeux olympiques Individuel               | 5e   | -    | -    | -    | 2e   |
| Jeux olympiques Equipe                   | 3e   | -    | -    | -    | 3e   |
| Championnats du monde seniors Individuel | -    | -    | -    | 2e   | -    |

Ce palmarès n'est pas complet